# Sap, Grosuplje
Sap (izgovarjava [ˈsaːp]) je nekdanje naselje v vzhodnem delu naselja Šmarje - Sap v občini Grosuplje v osrednji Sloveniji. Leži na Dolenjskem in je danes skupaj s preostalim delom občine vključena v Osrednjeslovensko statistično regijo.

## Geografija
Staro vaško jedro Sapa stoji ob stari cesti Ljubljana–Grosuplje na severovzhodnem pobočju Globoščka (401 m). Na severozahodu stojijo novejše hiše. Severno od naselja ob železnici ležijo planine Mahovje. Severno od železnice leži dolina Vodotuča, kjer je več travnikov in kmetijskih površin.

## Ime
Ime naselja je v letih 1763–1787 izpričano kot Sapp oder Ispe (slednje je rodilniška oblika, iz Spa 'iz Sapa'). Ime je izpeljanka iz slovenskega občnega imena sap 'nasip'.

## Zgodovina
Sap je imel leta 1870 146 prebivalcev, ki so živeli v 30 hišah, leta 1880 135 prebivalcev v 26 hišah, leta 1890 157 prebivalcev v 26 hišah in leta 1900 142 prebivalcev v 28 hišah. Sap se je leta 1961 združil s sosednjo vasjo Šmarje v naselje Šmarje - Sap in s tem izgubil status samostojnega naselja.

## Znane osebnosti
Znane osebnosti, ki so se rodile ali so živele v Sapu:
- Matevž Kračman (1773–1853), pesnik, organist in učitelj [1][9]